# Ischyropsalis apuana
Ischyropsalis apuana is een hooiwagen uit de familie Ischyropsalididae.